# Recep Niyaz
Recep Niyaz (* 1. Januar 1995 in Denizli) ist ein türkischer Fußballspieler. Er kann als Mittelfeldspieler und Flügelspieler eingesetzt werden.

## Karriere

### Verein
Niyaz begann mit dem Fußballspielen in seiner Heimatstadt Denizli beim Verein Denizlispor. Im Alter von 15 Jahren wurde sein fußballerisches Talent von Fenerbahçe Istanbul entdeckt, woraufhin er nach Istanbul wechselte.
Sein Süper-Lig-Debüt für die Profimannschaft gab er am 16. Januar 2012 in der 79. Minute gegen Manisaspor im Alter von 16 Jahren und gilt somit als jüngster Spieler in der Geschichte von Fenerbahçe Istanbul.
Nachdem er die Saison 2013/14 als Leihspieler beim Zweitligisten Bucaspor verbracht hatte, wurde er für die Saison 2014/15 an Samsunspor ausgeliehen.
Für die Saison 2015/16 unterschrieb er bei seinem Jugendverein Denizlispor, als bekannt wurde, dass Fenerbahçe Istanbul seinen Vertrag nicht verlängern wird. Mit acht Toren in 27 Einsätzen war Niyaz maßgeblich am Klassenerhalt des Vereins beteiligt.
Durch seine konstanten Leistungen wurden Mannschaften aus der Süper Lig auf ihn aufmerksam. Niyaz verbrachte die folgenden zwei Spielzeiten bei Çaykur Rizespor. Im ersten Jahr stieg er mit dem Verein in die Zweitklassigkeit ab, doch in der darauffolgenden Saison gelang als Meister der der direkte Wiederaufstieg in die erste Liga. Insgesamt absolvierte Niyaz für Çaykur Rizespor 53 Meisterschaftseinsätze und erzielte dabei acht Tore.
Nach der erfolgreichen Saison unterschrieb Niyaz im Sommer 2018 einen Vertrag bei seinem ehemaligen Verein Denizlispor. Mit Denizlispor konnte er die Meisterschaft der TFF 1. Lig 2018/19 und den Aufstieg in die Süper Lig feiern. Niyaz war mit seinen Toren und Torvorlagen maßgeblich am Erfolg beteiligt. 2021 wechselte er zum Gaziantep FK. 2022 schloss er sich Eyüpspor an.

### Nationalmannschaft
Im Januar 2012 wurde der 16-jährige Recep Niyaz beim „Valentin Granatkin Turnier“, an dem er mit der türkischen U-18 den dritten Platz belegte, nach seinen vier „Man of the Match“-Auszeichnungen zum besten Spieler des Turniers gewählt.
Anschließend wurde Recep Niyaz im Februar 2012 mit der türkischen U-19 zum Croatia Cup mitgenommen. Die Türkei wurde Turniersieger und Recep Niyaz wurde wieder zum Spieler des Turniers gewählt.
Er nahm mit der türkischen U-19-Nationalmannschaft an den Mittelmeerspielen 2013 teil. Hier erreichte er mit seiner Mannschaft das Turnierfinale. Im Finale unterlag man der marokkanischen U-19-Nationalmannschaft und wurde Silbermedaillengewinner.

## Erfolge und Auszeichnungen

### Verein
- Mit Fenerbahçe SK
  - Türkischer Pokalsieger: 2012 (ohne Einsatz), 2013

- Mit Çaykur Rizespor
  - Meister der TFF 1. Lig und Aufstieg in die Süper Lig: 2017/18

- Mit Denizlispor
  - Meister der TFF 1. Lig und Aufstieg in die Süper Lig: 2018/19

### Nationalmannschaft
- Mit der türkischen U-18-Nationalmannschaft
  - Bronze-Medaillengewinner beim Valentin Granatkin Memorial Turnier: 2012

- Mit der türkischen U-19-Nationalmannschaft
  - Silber-Medaillengewinner bei den Mittelmeerspielen: 2013

### Persönliche Ehrungen
- Bester Spieler des U-18 Valentin Granatkin Turniers 2012
- Bester Spieler des U-19 Croatia Cup Turniers 2012